# JUDGE (漫画)
『JUDGE』（ジャッジ）は、外海良基による日本の漫画。『月刊少年ガンガン』（スクウェア・エニックス）にて、2010年2月号から2012年9月号まで連載された。
作風としては、前作『Doubt』の系統を継承したスリラーコミック。前作と共通してデスゲームを題材にしている。
2013年に映画化された。

## あらすじ
見知らぬ古い裁判所に集められた9人の人間。そこで待ち受けていたのは、「生き残るためには誰かを殺さなくてはならない」という死のゲームだった。

## 登場人物
桜井浩之（さくらい ひろゆき）
主人公。通称ヒロ。面は兎。どこにでもいる平凡な高校2年生。2年前、自分が吐いた嘘が原因で兄を死なせてしまった事を後悔している。
浅井和幸（あさい かずゆき）
通称カズ。面は猫（♂）。高校3年生。ヘアバンドをしている。異性が好きになれない。このことを家族に打ち明けた結果、両親とは絶縁状態にある。
滝沢隼人（たきざわ はやと）
眼鏡をかけた長身の青年。面は獅子。大学3年生。法学部だが、優秀な兄達と違って何度も司法試験に落ちている事から父親に見下されている。常に冷静沈着で、時に冷徹な判断を下すこともある。
岡基理奈（おかもと りな）
赤髪の美少女。面は狐。参加者の中では最年少の高校1年生。おしゃべりが好きで、活発な性格。気が強い一面もある。
木村亜沙美（きむら あさみ）
金髪の大人びた美女。面は猫（♀）。短期大学の1年生。物事をはっきり言う性格。四ノ宮隆平に挑発的な態度をとるなど気が強い一面もある。また、女性でありながらゴキブリを平気で掴んだり、度胸が据わっている。過去に父親から虐待をうけており、女に暴力をふるう男を嫌っている。
真田未来（さなだ みく）
眼鏡をかけた黒髪の美少女。面は豚（♀）。高校3年生。消極的な性格で、常に何かに怯えている。実は美容整形しており、元々は太った醜い容姿をしていた。
四ノ宮隆平（しのみや りゅうへい）
銀髪の長身の青年。面は馬。フリーターをしている。極めて気が短く、攻撃的な性格。誰に対しても高圧的な態度を取ることが多い。かつてビジュアル系バンドのボーカルをしていた。
ヤマグチノブユキ
引きこもり中の長髪の青年。面は熊。自分以外のすべての人間を嫌悪しており、自分に期待する母親を包丁で刺殺してしまった。ゲームでは参加者全員を道連れにしようとしたり、自暴自棄になることがあったが、その度にヒロやカズに諭される。しかし、「JUDGE」の第一の犠牲者となってしまう。
メモリーカードの中にあったノブユキの写真にYAMAGUTIという表札が映っていたため、フルネームが判明（漢字表記は不明）。
カトウ
丸坊主で太った青年。面は豚（♂）。ゲーム開始前に面を取ってしまったため、死亡。
メモリーカード内のフォルダ名から苗字のみ判明（漢字表記および下の名前は不明）。

## JUDGEとは
自分が生き残るために、誰かを生贄に捧げなければならない「死のゲーム」。参加者は全員、ゲームが始まるまで動物の面で顔を隠しておくことになっている。犠牲者は多数決で選ばれ、残り4人になるまでゲームは続けられる。また、以下のルールが存在する。
- 12時間毎に殺す人間一人を決めて投票すること。JUDGEが成立するとまた12時間後に投票する。
- 投票時に生存者全員が揃っていなければ、参加者全員が死ぬ。なお、死亡した人間は顔写真のパネルが消灯する。

## 単行本
- 外海良基 『JUDGE』 スクウェア・エニックス〈ガンガンコミックス〉、全6巻
  1. 2010年8月21日発売[1]、ISBN 978-4-7575-2967-0
  2. 2010年12月22日発売[1]、ISBN 978-4-7575-3088-1
  3. 2011年5月21日発売[1]、ISBN 978-4-7575-3225-0
  4. 2011年11月22日発売[1]、ISBN 978-4-7575-3410-0
  5. 2012年5月22日発売[1]、ISBN 978-4-7575-3590-9
  6. 2012年11月22日発売[1]、ISBN 978-4-7575-3780-4
- 外海良基 『JUDGE』 スクウェア・エニックス〈ガンガンコミックスREMIX〉、全3巻
  - 上巻、2013年10月22日発売[2]、ISBN 978-4-7575-4123-8
  - 中巻、2013年10月22日発売[3]、ISBN 978-4-7575-4124-5
  - 下巻 2013年11月22日発売[4]
- 『JUDGE THE BEGINNING』 スクウェア・エニックス、2013年10月22日発売[1]、ISBN 978-4-7575-4089-7

## 映画
『JUDGE/ジャッジ』の題名で、2013年11月8日より公開された。

### スタッフ
- 監督 - 古波津陽
- 脚本 - 古波津陽、川手ふきの
- 原作 - 外海良基（ガンガンコミックス / スクウェア・エニックス刊）
- 製作 - 大田圭二、中江康人
- プロデューサー - 東幸司、橋口一成、浅岡直人
- 撮影 - 柏崎佑介
- 照明 - モリタケンジ
- 録音 - 小宮元
- 美術 - 磯見俊裕
- 編集 - 中太明
- 助監督 - 中里洋一
- 音楽 - 松岡政長
- アシスタントプロデューサー - 伊藤太一
- 製作 - 東宝、AOI Pro.
- 制作プロダクション - AOI Pro.
- 配給 - 東宝映像事業部

### キャスト
- オオカミ：瀬戸康史
- ライオン：有村架純
- イヌ：田中壮太郎
- クマ：平良和義
- ブタ：川手ふきの
- ウサギ：西丸優子
- キツネ：佐藤二朗

### 主題歌
- 「Wake Myself Again」
  - 作詞・作曲 - Jean-Ken Johnny / 歌 - MAN WITH A MISSION

### 体感型ゲーム
映画の公開を記念して、2013年11月9日から17日にかけて土日の間のみ1日3公演、東京ジョイポリスを会場にPKシアターによる制作で本作が参加型の体感型ゲームイベントとして登場した。